# Makkum (Frise)
Pour les articles homonymes, voir Makkum.
Makkum est un village de la commune néerlandaise de Súdwest Fryslân, dans la province de Frise. Son nom en frison est Makkum.

## Géographie
Makkum est situé à l'extrémité occidentale de la province de Frise, sur la rive de l'IJsselmeer.

## Histoire
Makkum fait partie de la commune de Wûnseradiel jusqu'au 1er janvier 2011, où celle-ci est supprimée et fusionnée avec Bolsward, Nijefurd, Sneek et Wymbritseradiel pour former la nouvelle commune de Súdwest-Fryslân.

## Démographie
Le 1er janvier 2017, le village comptait 3 460 habitants.

## Économie
Le village de Makkum est connu pour sa poterie en grès.

## Télévision
L'épisode Un crime en Hollande de la série télévisée Les Enquêtes du commissaire Maigret avec Jean Richard a été tourné à Makkum en 1976.